# Marwan Adel Osman Hellal
Marwan Adel Osman Ahmed Hellal (en arabe : مروان عادل عثمان احمد هلال), né le 26 novembre 1991, est un nageur égyptien.

## Carrière
Marwan Adel Osman Hellal est médaillé d'argent du 200 mètres papillon et médaillé de bronze du 4 x 100 mètres quatre nages aux Championnats d'Afrique de natation 2010 à Casablanca.
Aux Jeux panarabes de 2011 à Doha, il obtient une médaille d'or sur 4 x 100 mètres quatre nages et deux médailles de bronze, sur 50 mètres papillon et 200 mètres papillon.
Il est médaillé d'argent des 100 et 200 mètres papillon aux Championnats d'Afrique de natation 2012 à Nairobi.
Aux Jeux de la solidarité islamique de 2013 à Palembang, il obtient une médaille d'argent sur 100 mètres papillon et une médaille de bronze sur 4 x 100 mètres quatre nages.